# Привид блукає Техасом
Привид блукає Техасом (англ. A Spectre is Haunting Texas) — гумористичний науково-фантастичний роман американського письменника Фріца Лайбера, вперше опублікований частинами в липні-вересні 1968 року в Galaxy Magazine.
Назва базується на цитаті Карла Маркса з «Маніфесту Комуністичної партії»: «Привид блукає Європою... привид комунізму».

## Зміст
Скаллі Крістофер Крокетт Ла Круз — актор та авантюрист із давно ізольованих орбітальних технократичних демократій Коло-Місяць (англ. Circumluna) та Мішок (англ. Bubbles Congeries). Він прямує на територію, яку він вважає Канадою, щоб підтвердити право власності його сім'ї на шахту, а потім дізнається, що Канада тепер є Північним Техасом; а тим, що залишилося від цивілізації в Північній Америці, керують примітивні, хвацькі, антиінтелектуальні «хороші хлопці», переконані у власній моральній вищості.
У викривленій версії історії, відомій велетенським англосаксонським мешканцям виведених гормонами, які керують безправним мексиканським робочим класом, Техас фактично таємно керував Сполученими Штатами з 1845 року аж до ядерної війни.
Техас уникнув ядерного знищення решти Сполучених Штатів завдяки передбачливості Ліндона Першого. Величезний бункер, відомий як пентаграма Х'юстон-Карлсбадські печери-Денвер-Канзас-Сіті-Літл-Рок, а тепер його називають просто Техаським бункером, врятував центр країни під час війни, яка зруйнувала узбережжя Америки, Європи, Росії, Китаю та Африки. Потім Техас підкорив решту континенту, хоча Каліфорнія, Флорида, Гаваї та Куба вперто залишаються «нескореними».
Ла Круз помилково приземляється в Далласі й несвідомо стає учасником перевиборів президента Техасу. Згідно з місцевими законами, зміна влади здійснюється тільки політичними вбивствами.
Витончений невагомістю Ла Круз в блискучому екзоскелеті укладає угоду з мексиканським підпіллям і стає їхнім символом «El Esceleto». Він одночасно залицяється до революціонерки Рози "ла Кукарачі" Моралес та місцевого «зорро» — доньки нового президента Рейчел-Вейчел Ламар.
Він бере участь в мандрівній революційній агіткампанії, яку він собі уявляє гастролями. «Успішні» емоційні виступи часто провокують виступи неозброєних революціонерів проти важкоозброєних техаських рейнджерів. 
Прибувши в техаську Канаду, де знаходиться його шахта, він є свідком загарбання шахти військами нової росії зі столицею Ново-Москва, яка теж була відбудована за Байкалом після ядерної війни.
Виведені на гормонах кудлаті росіяни спочатку лояльно ставляться до нього, вважаючи його своїм агентом у лавах революціонерів, але потім запроторюють до ізолятора і планують забрати документи на шахту, витавровані у нього на шкірі. Однак, потім військова хунта росіян обмінює його життя на потепління відносин з «троцькістським» Коло-Місяцем, від якого їм потрібні сучасні технології для війни з Техасом.